# Louis-Paul Colliette
Louis-Paul Colliette (né le 12 octobre 1714 à Saint-Quentin, où il est mort le 17 décembre 1786) est un historien et ecclésiastique français.

## Biographie
Doyen du doyenné de Saint-Quentin, curé de Gricourt, chapelain de l'église royale de Saint-Quentin (1753).

## Œuvres
On lui doit : 
- Histoire de la vie, du martyre et des miracles de saint Quentin, 1767.
- Mémoires pour servir à l'histoire ecclésiastique, civile et militaire de la province du Vermandois, 3 volumes, 1772 (ouvrage considérable sur le Vermandois).
- Pouillé de tous les bénéfices du diocèse de Noyon, 1773.